# Wulf Jürgen von Ahlefeldt
Wulf Jürgen von Ahlefeldt († 1618) war Gutsherr der Adligen Güter Aschau, Schwensby und Wulfshagen.

## Leben
Er war der jüngste Sohn des adligen Gutsherren Jürgen von Ahlefeldt († 1546) und dessen Frau Catharine geb. von Breide, Tochter des Otto Povlsen Breide († 1544), Herr auf Søbygaard. Seine Frau war Magdalene, eine geb. von Rumohr (1559–1638), Tochter des Asmus von Rumohr (1520–1590), Herr auf Gut Roest. Aus dieser Ehe gingen drei Kinder hervor. Wulf Jürgen von Ahlefeldt war der Bruder von Sievert von Ahlefeldt und wohnte überwiegend auf seinem Gut Schwensby bei Sörup, wo er 1603 Mitstifter des Altars der St.-Marien-Kirche war. Dieser Altar trägt noch heute das Wappen der Ahlefeldts und die Namen WVLF VAN ANFELD (Wulf von Ahlefeldt) und  MALEN VAN ANFELD (Magdalene von Ahlefeldt). 1580 war von Ahlefeldt bei der Belehnung des Herzogs Adolf I. von Schleswig-Holstein-Gottorf durch den König Friedrich II. von Dänemark und Norwegen anwesend und 1592 bei der Huldigung der Stände für den Erzbischof von Bremen und Herzog von Gottorf Johann Adolf (1575–1616). Auch war er bei der Huldigung für den König Christian IV. von Dänemark und Norwegen (1577–1648) im Jahr 1593 in Flensburg anwesend. Wulf Jürgen von Ahlefeldt verstarb 1618 und wurde in der Nikolaikirche in Flensburg beigesetzt.